# Елпайн (Каліфорнія)
Елпайн (англ. Alpine) — переписна місцевість (CDP) в США, в окрузі Сан-Дієго штату Каліфорнія. Населення — 14 696 осіб (2020).

## Географія
Елпайн розташований за координатами 32°50′32″ пн. ш. 116°45′22″ зх. д. / 32.84222° пн. ш. 116.75611° зх. д. (32.842254, -116.756076).  За даними Бюро перепису населення США в 2010 році переписна місцевість мала площу 69,37 км², з яких 69,36 км² — суходіл та 0,01 км² — водойми.

## Демографія
Згідно з переписом 2010 року, у переписній місцевості мешкало 14 236 осіб у 5248 домогосподарствах у складі 3903 родин. Густота населення становила 205 осіб/км².  Було 5536 помешкань (80/км²).
Расовий склад населення:
| - 87,3 % — білих - 2,2 % — азіатів - 1,6 % — корінних американців - 1,2 % — чорних або афроамериканців - 0,3 % — вихідців з тихоокеанських островів - 4,0 % — осіб інших рас |

До двох чи більше рас належало 3,4 %. Частка іспаномовних становила 14,6 % від усіх жителів.
За віковим діапазоном населення розподілялося таким чином: 23,9 % — особи молодші 18 років, 62,4 % — особи у віці 18—64 років, 13,7 % — особи у віці 65 років та старші. Медіана віку мешканця становила 41,9 року. На 100 осіб жіночої статі у переписній місцевості припадало 97,8 чоловіків;  на 100 жінок у віці від 18 років та старших — 94,6 чоловіків також старших 18 років.
Середній дохід на одне домашнє господарство  становив 94 495 доларів США (медіана — 77 883), а середній дохід на одну сім'ю — 105 834 долари (медіана — 94 435). Медіана доходів становила 71 092 долари для чоловіків та 50 673 долари для жінок. За межею бідності перебувало 8,8 % осіб, у тому числі 11,3 % дітей у віці до 18 років та 4,6 % осіб у віці 65 років та старших.
Цивільне працевлаштоване населення становило 7246 осіб. Основні галузі зайнятості: науковці, спеціалісти, менеджери — 15,1 %, освіта, охорона здоров'я та соціальна допомога — 13,9 %, роздрібна торгівля — 12,1 %, мистецтво, розваги та відпочинок — 11,2 %.